# Garnik Wartumian
Garnik Wartumian (orm. Գառնիկ Վարդումյան, ros. Гарник Вартумян, ur. 5 stycznia 1920 we wsi Szaghali w rejonie kirowakańskim (obecnie rejon gugarski) w Armenii, zm. 17 października 1992 w Wanadzorze) – radziecki wojskowy narodowości ormiańskiej, podpułkownik, Bohater Związku Radzieckiego (1945).

## Życiorys
Urodził się w ormiańskiej rodzinie chłopskiej. Studiował w instytucie politechnicznym, jednak nie ukończył studiów. W sierpniu 1941 został powołany do Armii Czerwonej, w 1942 ukończył szkołę piechoty, od lipca 1943 uczestniczył w wojnie z Niemcami. Był dowódcą baterii w 459 pułku moździerzowym 25 Korpusu Pancernego 3 Gwardyjskiej Armii, walczył na Froncie Briańskim i 1 Ukraińskim, był trzykrotnie ranny. Od 1944 należał do WKP(b). Brał udział w bitwie pod Kurskiem, wyzwalaniu Orła i Nowozybkowa, walkach o Korosteń i Nowogród Wołyński, w operacji rówieńsko-łuckiej i lwowsko-sandomierskiej, w tym w wyzwalaniu Dubna, Kamionki Bużańskiej i Przemyśla i walkach na przyczółku sandomierskim, w walkach o Gubin oraz operacji berlińskiej i praskiej. Szczególnie wyróżnił się podczas walk o Gubin 26 lutego 1945, gdy dowodzona przez niego bateria zniszczyła 4 czołgi wroga, baterię moździerzy i zadała wrogowi duże straty w ludziach. Wojnę zakończył w stopniu porucznika, 11 maja 1945 w Pilznie. W 1953 ukończył Akademię Wojskowo-Inżynieryjną im. Kujbyszewa, w 1968 został zwolniony do rezerwy w stopniu podpułkownika. Pracował jako starszy inżynier w fabryce trykotu.

## Odznaczenia
- Złota Gwiazda Bohatera Związku Radzieckiego (27 czerwca 1945)
- Order Lenina (27 czerwca 1945)
- Order Wojny Ojczyźnianej I klasy (11 marca 1985)
- Order Wojny Ojczyźnianej II klasy (10 marca 1945)
- Order Czerwonej Gwiazdy (czterokrotnie, 9 sierpnia 1944, 9 września 1944, 30 grudnia 1956 i 22 lutego 1968)
- Medal „Za odwagę” (4 stycznia 1944)
- Medal „Za zasługi bojowe” (19 listopada 1951)

I inne.